# Kamil Kerymow
Kamil Ełman-Ohły Kerymow (ukr. Каміль Елман-Огли Керимов, ur. 13 lipca 1999) – ukraiński zapaśnik startujący w stylu wolnym. Zajął siedemnaste miejsce na mistrzostwach świata w 2022. 
Brązowy medalista mistrzostw Europy w 2021; piąty w 2024. 
Trzeci na MŚ U-23 w 2022 i ME juniorów w 2019 roku.